# Jack Sherman
Jack Sherman (Miami (Florida), 18 januari 1956 – 18 augustus 2020) was een studio-gitarist die meespeelde op het debuutalbum van de Red Hot Chili Peppers, The Red Hot Chili Peppers. Hij vertrok bij de band omdat hij niet kon opschieten met Anthony Kiedis. Later spande hij een rechtszaak tegen ze aan, omdat hij meende nog geld te goed te hebben van de band. De band werd echter in het gelijk gesteld.
- Gemeinsame Normdatei: 134521129
- International Standard Name Identifier: 0000 0000 5577 7600
- MusicBrainz: f26fee81-3c08-4782-9d05-daeed4a7f4c7
- Virtual International Authority File: 79656783
- WorldCat: E39PBJvMBKPBfpDxqpWTqXgBT3